# تزرمگدو
تزرمگدو (به ایتالیایی: Zermeghedo) یک کومونه در ایتالیا است که در استان ویچنزا واقع شده‌است. تزرمگدو ۲ کیلومتر مربع مساحت و ۱٬۳۵۱ نفر جمعیت دارد.